# La Fontaine des amours
Pour plus de détails, voir Fiche technique et Distribution.
La Fontaine des amours (Three Coins in the Fountain) est un film américain réalisé par Jean Negulesco, sorti en 1954.

## Synopsis
Trois jeunes secrétaires américaines se rendent en Italie ; chacune d'entre elles rêve de trouver le prince charmant. Elles décident alors de jeter chacune une pièce de monnaie dans la Fontaine de Trevi afin que leur souhait se réalise.

## Fiche technique
- Titre : La Fontaine des amours
- Titre original : Three Coins in the Fountain
- Réalisation : Jean Negulesco
- Scénario : John Patrick d'après le roman de John H. Secondari
- Production : Sol C. Siegel
- Société de production : Twentieth Century Fox
- Musique : Victor Young
- Chanson interprétée dans la version française par Eddie Constantine
- Photographie : Milton R. Krasner
- Montage : William Reynolds
- Pays d'origine : États-Unis
- Format : Couleurs
- Genre : Romance, drame
- Durée : 102 minutes
- Date de sortie : 20 mai 1954
- Affiche : Boris Grinsson (France)

## Distribution
- Clifton Webb (VF : Gérard Férat) : John Frederick Shadwell
- Dorothy McGuire : Miss Frances
- Jean Peters : Anita Hutchins
- Louis Jourdan (VF : Michel Gudin) : Prince Dino di Cessi
- Maggie McNamara : Maria Williams
- Rossano Brazzi (VF : Raymond Loyer) : Georgio Bianchi
- Cathleen Nesbitt : La Princesse
- Kathryn Givney : Mme Burgoyne
- Carlo Giustini

Acteurs non crédités :
- Gino Corrado : Le majordome de la Princesse
- Celia Lovsky : La Baronne
- Mario Siletti) : Barman
- Renata Vanni : Anna